# Tignous
Bernard Verlhac (21 tháng 8 năm 1957 - 7 tháng 1 năm 2015), được biết đến với bút danh Tignous (tiếng Pháp: [tiɲus]), là một họa sĩ truyện tranh Pháp. Ông là một họa sĩ vẽ tranh biếm họa lâu năm cho tạp chí châm biếm Pháp Charlie Hebdo.
Vào ngày 7 tháng 1 năm 2015, Tignous đã bị giết trong vụ nổ súng Charlie Hebdo.

## Tiểu sử

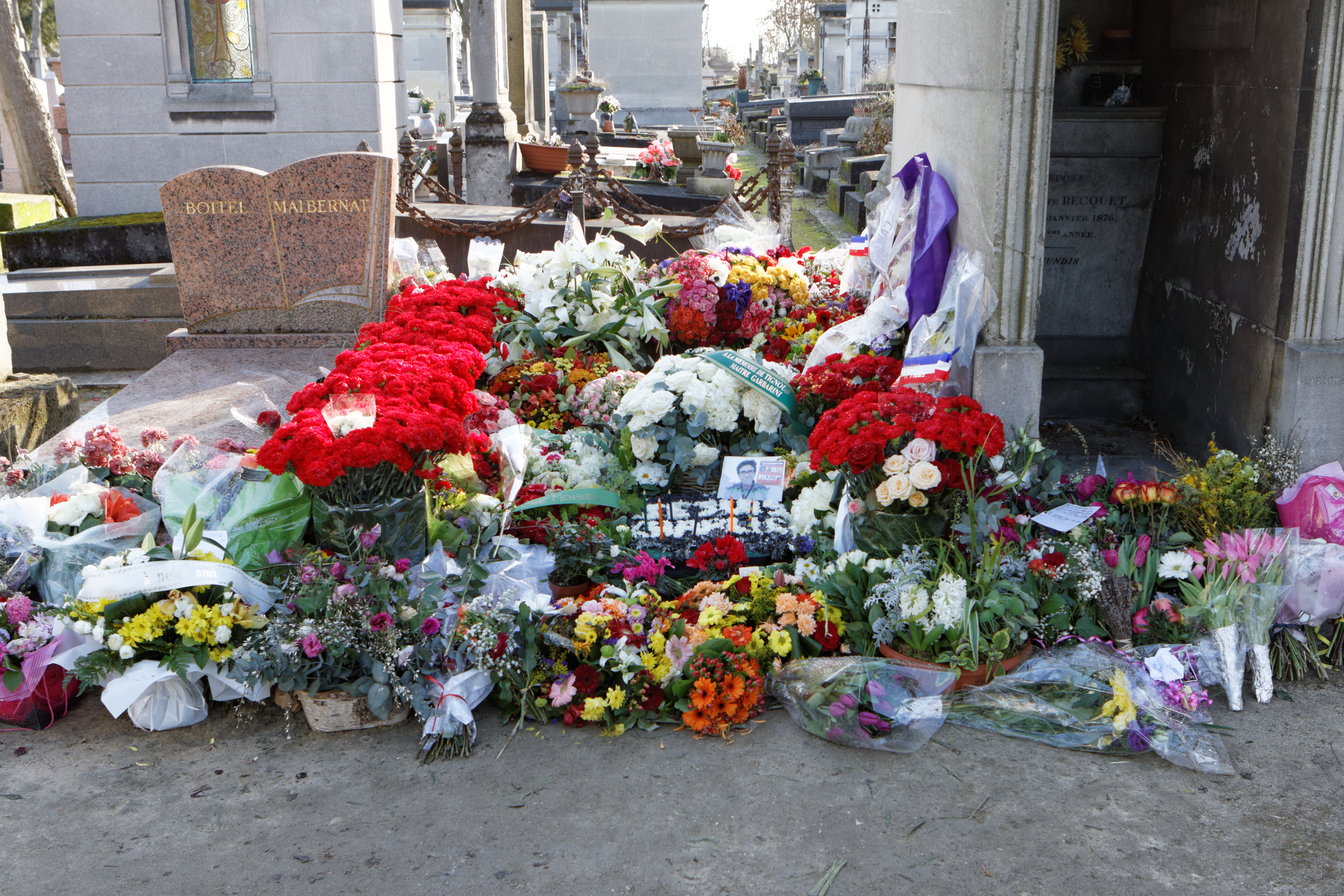
Nghĩa trang Père-Lachaise

Tignous được sinh ra ở Paris vào ngày 21 tháng 8 năm 1957. Ông học vẽ tại École Boulle. Sau khi làm việc trong lĩnh vực truyện tranh, Tignous bắt đầu làm phim hoạt hình cho L'Idiot International, La Grosse Bertha và L'Événement du jeudi.
Tignous lần đầu tiên bắt đầu làm việc tại Charlie Hebdo vào năm 1980, và sau đó tái gia nhập hàng tuần khi nó được tái sinh vào năm 1992. Ông cũng là người đóng góp cho tạp chí tin tức hàng tuần Marianne và ấn phẩm hàng tháng Fluide Glacial. Ngoài ra, ông đã vẽ cho Télérama và L'Echo des Savanes
Tignous cũng hoạt động trong thế giới nhập vai của Pháp, với các hình minh họa của anh được giới thiệu trong các trò chơi như Rêve de Dragon và MEGA, và nhiều minh họa cho tạp chí Casus Belli. Tác phẩm của anh có trong một trò chơi bài hợp tác năm 2015, Les Poilus (The Grizzled), kể về trải nghiệm bi thảm và cô độc của những người lính Pháp trong chiến hào của Đại chiến.
Tignous là một thành viên của họa sĩ vẽ tranh biếm họa vì hòa bình cũng như Báo chí tư pháp, một hiệp hội các nhà báo Pháp về hệ thống pháp luật. Ông là một trong những nhà tài trợ sáng lập của Clowns sans Frontieres, chi nhánh Pháp của Clowns không có Biên giới quốc tế, và tham gia vào các dự án CSF ở Philippines, Miến Điện và Nord Pas de Calais. Năm 2010, ông đã xuất bản một cuốn sách có phim hoạt hình về những con gấu trúc đặc trưng của mình để mang lại lợi ích cho chương Pháp của Tổ chức Động vật hoang dã Thế giới, nơi gọi ông là "bạn của gấu trúc và trái đất."
Tignous là cha của bốn đứa trẻ. Ông được chôn cất tại Nghĩa trang Père Lachaise vào ngày 15 tháng 1 năm 2015. Người thổi kèn jazz người Pháp gốc Ibraim Maalouf đã chơi trong một buổi lễ trong danh dự của Tignous được tổ chức tại đại sảnh của thành phố Montreuil, Seine-Saint-Denis.